# Somatogyrus nanus
The dwarf pebblesnail, danh pháp khoa học Somatogyrus nanus, là một loài very small hoặc minute loài của ốc nước ngọt có nắp, là động vật chân bụng sống dưới nước động vật thân mềm trong họ Hydrobiidae.
Đây là loài đặc hữu của Hoa Kỳ. Môi trường sống tự nhiên của nó là các con sông.